# Isabelle Huppertová
Isabelle Ann Huppertová (nepřechýleně Huppert; * 16. března 1953 Paříž, Francie) je francouzská divadelní a filmová herečka. Od své první role v roce 1971 se objevila ve více než 100 snímcích. 
Šestnáctkrát byla nominována na Césara pro nejlepší herečku. Odnesla si dvě sošky za snímky Slavnost (1996) a Elle (2017). V roce 1978 také obdržela cenu BAFTA za výkon ve filmu Krajkářka. Účastnila se mnoha filmových festivalů (v Cannes, v Benátkách či v Moskvě), kde jí byla udělena ocenění v kategorii Nejlepší herečka.
Během kariéry spolupracovala s řadou známých režisérů, jakými jsou Claude Chabrol, Bertrand Tavernier, Jean-Luc Godard, Andrzej Wajda nebo Marco Ferreri.

## Život
Isabelle Huppertová se narodila v Paříži, jako dcera Annick Beauové, učitelky angličtiny a Raymonda Hupperta, výrobce trezorů. Její otec s maďarskými kořeny byl vychováván jako žid, ale později konvertoval ke katolicismu. Měla čtyři sourozence, s nimiž vyrůstala. Po maturitě na lyceu v Saint-Cloud studovala především ruštinu na Faculté de Clichy a krátký čas působila jako i učitelka tohoto jazyka. Vystudovala pařížskou konzervatoř a svůj debutový film natočila v roce 1971.
Od roku 1982 udržovala partnerský vztah s Ronaldem Chammahem, s nímž má tři děti, včetně herečky Lolity Chammahové.

## Kariéra

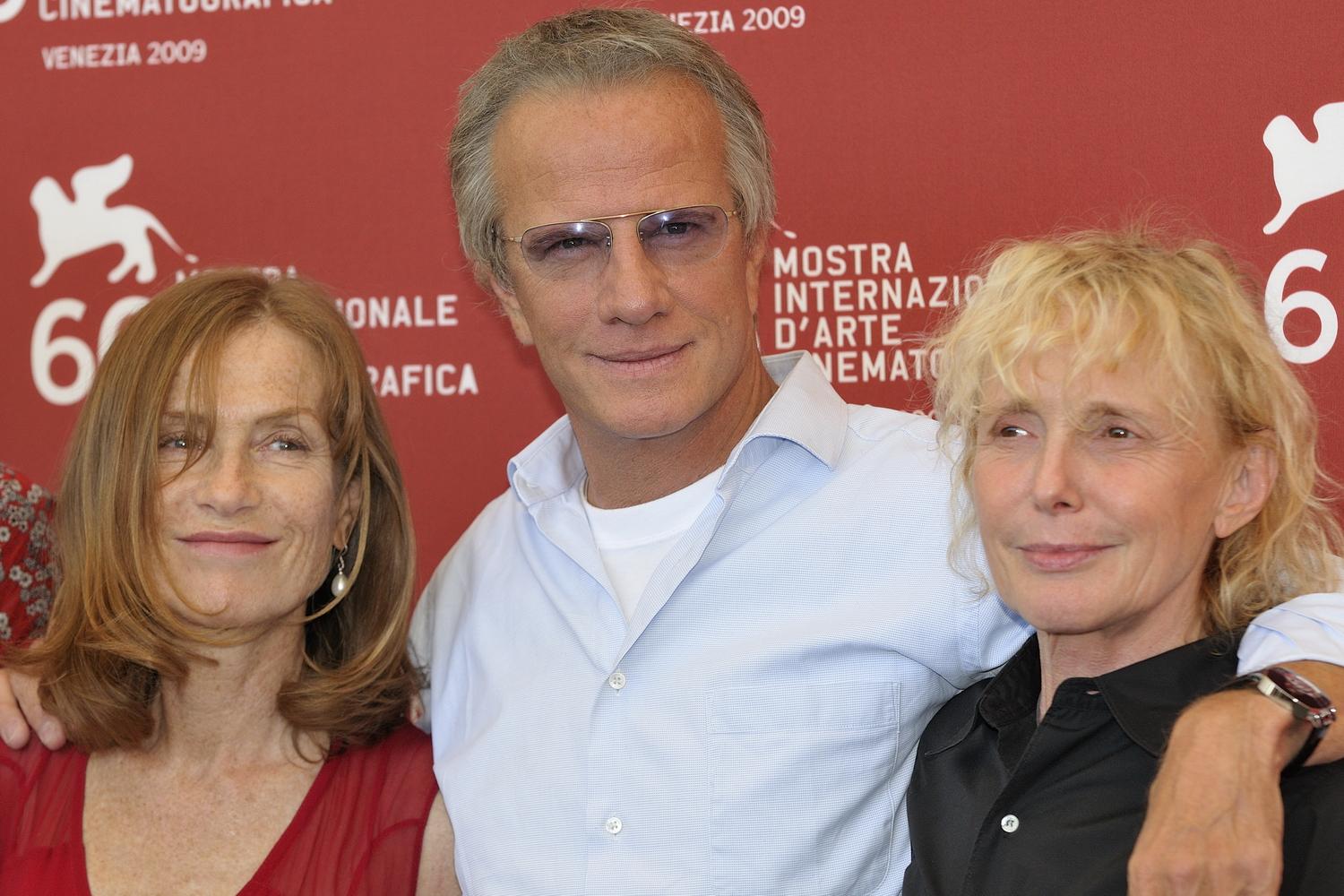
Zleva: Huppertová, Lambert a Denisová

Poprvé se na filmovém plátně objevila v roce 1972, ve věku devatenácti let. Tehdy si zahrála ve filmu César a Rosalie (César et Rosalie) od režiséra Claudeho Sauteta. Více ji ale prosadil až její druhý film Faustine et le Bel Été od režisérky Niny Companéez.
V divadle se objevila až rok po prvním filmu; v roce 1973. Tehdy se představila ve hře Přijde příští léto? od režiséra Jacquesa Spiessera v pařížském divadle Petit Odéon. Někteří z jejích sourozenců se stali divadelními herci. Mezinárodně známá se stala až díky filmu Soudce a vrah z roku 1976. V roce 1980 si poprvé zahrála v jiném než francouzském filmu; ve snímku Nebeská brána od Michaela Cimina. Oceňována byla i její role ve filmu 8 žen (8 femmes) z roku 2002 nebo film Pianistka (La Pianiste) z roku 2001.
Jako filmová herečka se angažuje dodnes, z modernějších filmů ji je možné vidět ve Zmizení Eleanor Rigby (2014), Body art (2015) nebo ve filmu Elle v roce 2016. V divadle je možné ji vidět už jen zřídka.

## Filmografie

### Film
| Rok  | Název                                 | Role                         | Poznámky |
| ---- | ------------------------------------- | ---------------------------- | -------- |
| 1972 | Faustine et le Bel Été                | studentka                    |          |
| 1972 | Le Bar de la fourche                  | Annie Smith                  |          |
| 1972 | César a Rosalie                       | Marite                       |          |
| 1974 | Successive Slidings of Pleasure       | Bit                          |          |
| 1974 | Buzíci                                | Jacqueline                   |          |
| 1974 | L'Ampélopède                          | vypravěčka                   |          |
| 1975 | Serious as Pleasure                   | dívka                        |          |
| 1975 | Pan Dupont                            | Brigitte Colin               |          |
| 1975 | Růžové poupě                          | Helene Nikolaos              |          |
| 1975 | Aloïse                                | Aloïse                       |          |
| 1975 | Le grand délire                       | Marie                        |          |
| 1976 | Nejcennější co mám                    | Élisabeth Gailland           |          |
| 1976 | Soudce a vrah                         | Rose                         |          |
| 1976 | Je suis Pierre Rivière                | Aimée                        |          |
| 1976 | Le Petit Marcel                       | Yvette                       |          |
| 1977 | Krajkářka                             | Pomme                        |          |
| 1977 | Des enfants gâtés                     | sekretářka                   |          |
| 1977 | Les Indiens sont encore loin          | Jenny                        |          |
| 1978 | Violette Nozière                      | Violette Nozière             |          |
| 1979 | Scénario de 'Sauve qui peut la vie    | samu sebe                    |          |
| 1979 | Retour à la bien-aimée                | Jeanne Kern                  |          |
| 1979 | Sestry Brontëovy                      | Anne Brontë                  |          |
| 1980 | Dědičky                               | Irène                        |          |
| 1980 | Loulou                                | Nelly                        |          |
| 1980 | Zachraň si, kdo můžeš (život)         | Isabelle Rivière             |          |
| 1981 | Nebeská brána                         | Ella Watson                  |          |
| 1981 | Dáma s kaméliemi                      | Alphonsine Plessis           |          |
| 1981 | Les Ailes de la colombe               | Marie                        |          |
| 1981 | Čistka                                | Rose Mercaillou              |          |
| 1981 | Hluboké vody                          | Melanie                      |          |
| 1982 | Passion                               | Isabelle                     |          |
| 1982 | La Truite                             | Frédérique                   |          |
| 1983 | Příběh Piery                          | Piera                        |          |
| 1983 | Coup de foudre                        | Lena Weber                   |          |
| 1983 | Holka mýho kámoše                     | Viviane                      |          |
| 1984 | Děvka                                 | Aline Kaminker / Édith Weber |          |
| 1985 | Signé Charlotte                       | Charlotte                    |          |
| 1985 | Sac de noeuds                         | Rose-Marie Martin            |          |
| 1986 | Kaktus                                | Colo                         |          |
| 1987 | Milan noir                            | Sarah                        |          |
| 1987 | Okno z ložnice                        | Sylvia Wentworth             |          |
| 1988 | Běsi                                  | Maria Sjatov                 |          |
| 1988 | Ženská záležitost                     | Marie                        |          |
| 1989 | Seobe                                 | Dafina Isakovic              |          |
| 1989 | La Vengeance d'une femme              | Cécile                       |          |
| 1991 | Malina                                | žeba                         |          |
| 1991 | Paní Bovaryová                        | Emma Bovary                  |          |
| 1992 | Po lásce                              | Lola                         |          |
| 1994 | Amateur                               | Isabelle                     |          |
| 1994 | Navodněnije                           | Sofia                        |          |
| 1994 | Odloučení                             | Anne                         |          |
| 1995 | Slavnost                              | Jeanne                       |          |
| 1996 | Spřízněni volbou                      | Carlotta                     |          |
| 1997 | Les Palmes de M. Schutz               | Marie Curie                  |          |
| 1997 | Konec sázek                           | Elizabeth / Betty            |          |
| 1998 | L' École de la chair                  | Dominique                    |          |
| 1999 | Pas de scandale                       | Agnès Jeancourt              |          |
| 2000 | La vie moderne                        | Claire                       |          |
| 2000 | La Fausse suivante                    | komtesa                      |          |
| 2000 | Saint-Cyr                             | Madame de Maintenon          |          |
| 2000 | Sentimentální osudy                   | Nathalie Barnery             |          |
| 2000 | Díky za čokoládu                      | Marie-Claire 'Mika' Muller   |          |
| 2000 | Komedie nevinnosti                    | Ariane                       |          |
| 2001 | Pianistka                             | Erika Kohut                  |          |
| 2002 | 8 žen                                 | Augustine                    |          |
| 2002 | Deux                                  | Magdalena / Maria            |          |
| 2002 | Cesta                                 | Sylvia                       |          |
| 2003 | Čas vlků                              | Anne Laurent                 |          |
| 2004 | Ma Mère                               | Hélène                       |          |
| 2004 | Mám rád Huckabees                     | Caterine Vauban              |          |
| 2004 | Návštěva starší sestry                | Martine Demouthy             |          |
| 2005 | Gabriela                              | Gabrielle Hervey             |          |
| 2006 | Opojení mocí                          | Jeanne Charmant-Killman      |          |
| 2006 | Soukromý majetek                      | Pascale                      |          |
| 2007 | Hidden Love                           | Danielle                     |          |
| 2007 | Medea Miracle                         | Irène / Médée                |          |
| 2008 | Dům u dálnice                         | Marthe                       |          |
| 2008 | The Sea Wall                          | Mother                       |          |
| 2009 | Villa Amalia                          | Ann                          |          |
| 2009 | Sama v Africe                         | Maria Vial                   |          |
| 2010 | Copacabana                            | Elisabeth Delmotte           |          |
| 2010 | Speciální léčba                       | Alice Bergerac               |          |
| 2010 | Fantastický pan Lišák                 | paní Felicity Fox (hlas)     |          |
| 2011 | Die Blutgräfin                        | Maid Hermine                 |          |
| 2011 | My Little Princess                    | Hanna Giurgiu                |          |
| 2011 | Mon pire cauchemar                    | Agathe Novic                 |          |
| 2012 | Rukojmí                               | Thérèse Bourgoine            |          |
| 2012 | Láska                                 | Eva                          |          |
| 2012 | V jiné zemi                           | Anne                         |          |
| 2012 | Lines of Wellington                   | Cosima Pia                   |          |
| 2012 | Spící krása                           | Divina Madre                 |          |
| 2013 | Jeptiška                              | Sv. Eutrope                  |          |
| 2013 | Michael H – Profession: Director      | samu sebe                    |          |
| 2013 | Pomsta mrtvého muže                   | Maman Louzon                 |          |
| 2013 | Tip Top                               | Esther Lafarge               |          |
| 2013 | Abuse of Weakness                     | Maud Schoenberg              |          |
| 2013 | Zmizení Eleanor Rigbyové              | Mary Rigby                   |          |
| 2014 | Paris Follies                         | Brigitte Lecanu              |          |
| 2014 | Dior and I                            | samu sebe                    |          |
| 2015 | Hlasitější než bomby                  | Isabelle Reed                |          |
| 2015 | Valley of Love                        | Isabelle                     |          |
| 2015 | Macadam Stories                       | Jeanne Meyer                 |          |
| 2016 | Začít znovu                           | Nathalie Chazeaux            |          |
| 2016 | Elle                                  | Michèle Leblanc              |          |
| 2016 | Tout de suite maintenant              | Solveig                      |          |
| 2016 | Close Encounters with Vilmos Zsigmond | samu sebe                    |          |
| 2016 | Vzpomínky                             | Liliane Cheverny             |          |
| 2016 | Co nás rozděluje                      | Isabelle                     |          |
| 2017 | Barrage                               | Elisabeth                    |          |
| 2017 | Happy End                             | Anne Laurent                 |          |
| 2017 | Claiřin fotoaparát                    | Claire                       |          |
| 2017 | Madame Hyde                           | Marie Géquil / Madame Hyde   |          |
| 2017 | Marvin                                | Isabelle Huppert             |          |
| 2018 | Psí ostrov                            | žena (hlas)                  |          |
| 2018 | Eva                                   | Eva                          |          |
| 2018 | Greta - osamělá žena                  | Greta                        |          |
| 2019 | Golden Youth                          | Lucile Wood                  |          |
| 2019 | Bilá jako padlý sníh                  | Maud                         |          |
| 2019 | Frankie                               | Frankie                      |          |
| 2020 | La daronne                            | Patience Portefeux           |          |
| 2021 | Les Promesses                         | Clémence Collombet           |          |
| 2022 | L'ombra di Caravaggio                 | Costanza Sforza Colonna      |          |
| 2022 | Paní Harrisová jede do Paříže         | Claudine Colbert             |          |
| 2022 | À propos de Joan                      | Joan Verra                   |          |
| 2022 | Íá                                    | The Countess                 |          |

### Televize
| Rok  | Název                                     | Role                     | Poznámky                        |
| ---- | ----------------------------------------- | ------------------------ | ------------------------------- |
| 1971 | Le Prussien                               | Elisabeth                | TV film                         |
| 1971 | Les Cent Livres des Hommes                | Gilberte                 | díl: „Du côté des chez Swann“   |
| 1972 | Figaro-ci, Figaro-là                      | Pauline                  | TV film                         |
| 1973 | Histoire vraie                            | Adelaïde                 | TV film                         |
| 1973 | Le Maître de pension                      | Annie                    | TV film                         |
| 1973 | Le Drakkar                                | Yolande                  | TV film                         |
| 1973 | Vogue la galère                           | Clotilde                 | TV film                         |
| 1974 | Madame Baptiste                           | Blanche                  | TV film                         |
| 1974 | Plaies et bosses                          | Patsy Lackan             | TV film                         |
| 1977 | On ne badine pas avec l'amour             | Camille                  | TV film                         |
| 1995 | Un siècle d'écrivains                     | vypravěč                 | díl: „Nathalie Sarraute“        |
| 1996 | Guliverovy cesty                          | Houyhnhnm milenka (hlas) | díl 1.2                         |
| 2001 | Médée                                     | Médée                    | TV film                         |
| 2001 | Isabelle Huppert, une vie pour jouer      | Samu sebe                | dokument                        |
| 2010 | Zákon a pořádek: Útvar pro zvláštní oběti | Sophie Gerard            | díl: „Shattered“                |
| 2016 | False Confessions                         | Araminte                 | TV film                         |
| 2017 | I Love Isabelle Huppert                   | Herself                  | dokument                        |
| 2018 | Chci mluvit se svým agentem!              | Herself                  | díl: „Isabelle“                 |
| 2018 | The Romanoffs                             | Jacqueline               | díl: „House of Special Purpose“ |

## Ocenění

### César
Ocenění

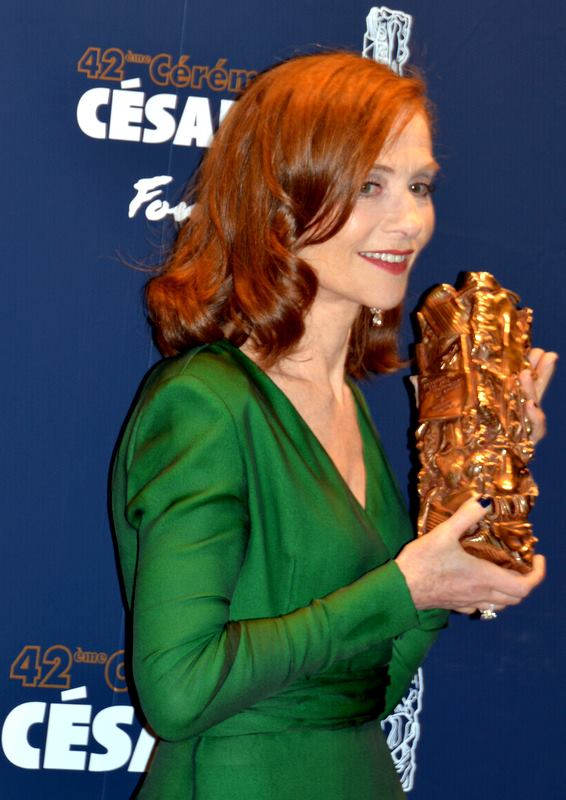
Huppertová s druhým Césarem pro nejlepší herečku, 2017

- 1996: César pro nejlepší herečku za film Slavnost
- 2017: César pro nejlepší herečku za film Elle

Nominace
- 1976: César pro nejlepší herečku ve vedlejší roli za film Aloïse
- 1978: César pro nejlepší herečku za film Krajkářka
- 1979: César pro nejlepší herečku za film Violette Nozière
- 1981: César pro nejlepší herečku za film Loulou
- 1982: César pro nejlepší herečku za film Čistka
- 1989: César pro nejlepší herečku za film Ženská záležitost
- 1995: César pro nejlepší herečku za film La Séparation
- 1999: César pro nejlepší herečku za film Slavnost
- 2001: César pro nejlepší herečku za film Saint-Cyr
- 2002: César pro nejlepší herečku za film Pianistka
- 2003: César pro nejlepší herečku za film 8 žen
- 2006: César pro nejlepší herečku za film Gabriela
- 2013: César pro nejlepší herečku ve vedlejší roli za film Láska

### Molièrova cena
Nominace
- 1989: Molièrova cena pro herečku za představení Un mois à la campagne
- 1994: Molièrova cena pro herečku za představení Orlando
- 1995: Molièrova cena pro herečku za představení Orlando
- 2001: Molièrova cena pro herečku za představení Médeia
- 2005: Molièrova cena pro herečku za představení Heda Gablerová

### Jiná ocenění

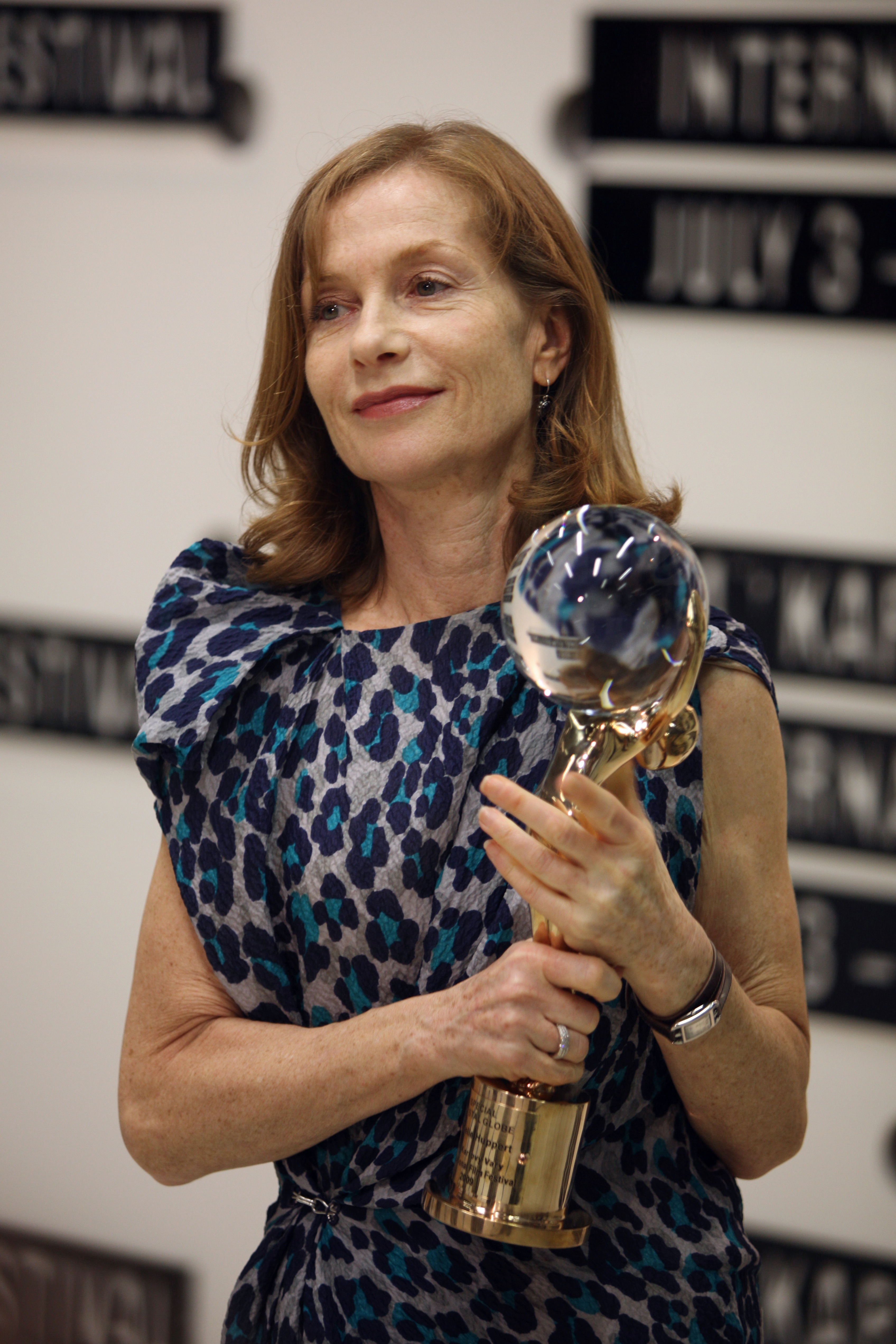
Huppertová s křišťálovým glóbem na Karlovarském festivalu, 2009

- 1978: cena BAFTA pro nejslibnější herečku za film Krajkářka
- 1978: cena pro nejlepší herečku na Filmovém festivalu v Cannes za film Violette Nozière
- 1980: Donatellův David pro nejlepší zahraniční herečku za film Krajkářka
- 1988: Volpiho pohár pro nejlepší herečku na Benátském filmovém festivalu za film Ženská záležitost
- 1991: cena pro nejlepší herečku na Moskevském filmovém festivalu za film Paní Bovaryová
- 1995: Volpiho pohár pro nejlepší herečku na Benátském filmovém festivalu za film Slavnost
- 1996: cena Prix Lumières pro nejlepší herečku za film Slavnost
- 2001: cena pro nejlepší herečku na Filmovém festivalu v Cannes za film Pianistka
- 2001: Evropská filmová cena pro nejlepší herečku za film Pianistka
- 2001: Německá filmová cena pro nejlepší herečku za film Malina
- 2001: cena Prix Lumières pro nejlepší herečku za film Díky za čokoládu
- 2002: Stříbrný medvěd na Berlínském filmovém festivalu za film 8 žen
- 2002: Evropská filmová cena pro nejlepší herečku za film 8 žen
- 2005: speciální Zlatý lev na Benátském filmovém festivalu za film Gabriela a za celkový umělecký přínos
- 2006: cena Prix Lumières pro nejlepší herečku za film Gabriela
- 2008: Cena Konstantina Stanislavského na Moskevském filmovém festivalu